# 팔레네 (위성)

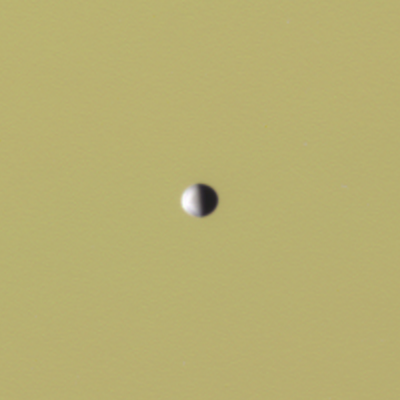
2010년 10월 16일 토성을 배회하는 팔레네를 찍은 카시니 이미지

팔레네(Pallene)는 토성의 매우 작은 자연 위성이다. 크기가 더 큰 미마스와 엔셀라두스 사이의 궤도에 놓여있는 3개의 작은 위성들 가운데 하나이다. 새턴 XXXIII로 명명되었다.

## 발견
팔레네는 카시니 이미징 팀에 의해 2004년 카시니-하위헌스 임무 중 발견되었다. S/2004 S 2로 명명되었다.
2004년 발견 이후 팔레네는 1981년 8월 23일 보이저 2호가 최초로 사진을 촬영했음이 확인되었다.